# Santinezia curvipes
Santinezia curvipes is een hooiwagen uit de familie Cranaidae.